# Szkoła Podstawowa nr 48 im. Juliusza Ligonia w Katowicach
Szkoła Podstawowa nr 48 im. Juliusza Ligonia w Katowicach – publiczna szkoła podstawowa, znajdująca się w Katowicach przy ulicy Bielskiej 14, na terenie dzielnicy Murcki. Jej początki sięgają 1858 roku, a patronem jest pisarz Juliusz Ligoń.

## Historia

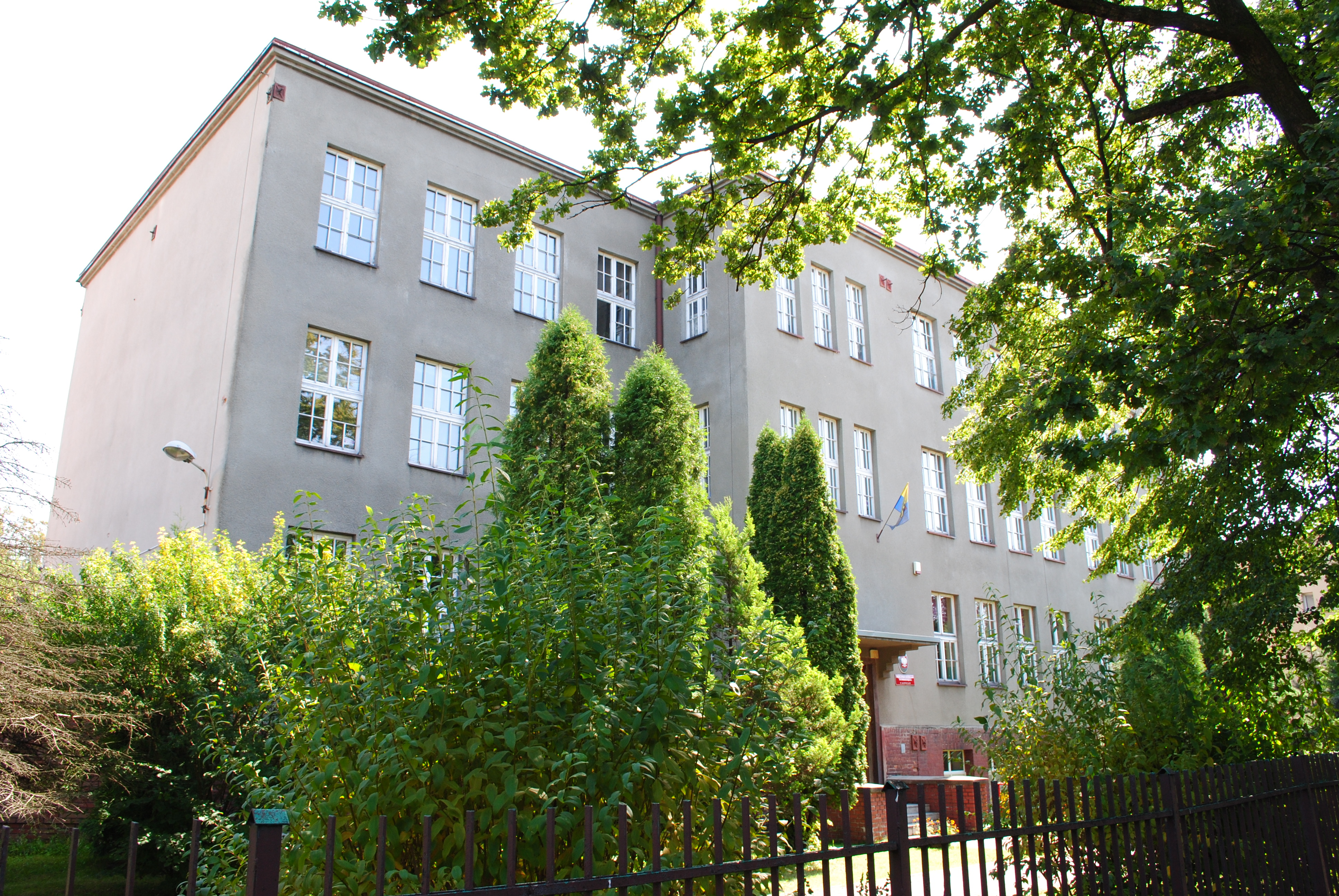
Nowszy budynek Szkoły Podstawowej nr im. Juliusza Ligonia w Katowicach (2020)

W 1858 roku przy późniejszej ulicy Bielskiej 1, 2 i 3 w Katowicach powstały pierwsze budynki przeznaczone do nauczania. Ich powstanie wiąże się z górnictwem w tym rejonie – Murcki miały być miejscem zamieszkania dla górników i ich rodzin. Założyciele szkoły nie są znani ze względu na brak szczegółowych kronik. 
Nie ma wielu informacji na temat finansowania szkoły w przeszłości. Mimo bardziej świeckiego charakteru szkoły była pod nadzorem proboszcza parafii św. Marii Magdaleny w Tychach. 
W szkole panował język polski, lecz w 1871 roku po zjednoczeniu Niemiec na tych terenach prowadzano masową germanizację i kulturkampf. Za germanizacją szedł nakaz nauczania w języku niemieckim, a kulturkampf skierowany był w Kościół katolicki, przez co proboszcz stracił nadzór nad szkołą.  
W 1903 roku powstał budynek przy obecnej ulicy Bielskiej 14, w którym naucza się do dzisiaj. W 1930 roku szkoła została rozbudowana.  
W 1922 roku Murcki wraz z częścią Górnego Śląska zostały przyłączone do Polski.  
Do roku 1956 szkoła była pod nadzorem Inspektora Oświaty w Pszczynie, a w latach 1956–1975 Inspektora Oświaty w Tychach, od 1975 jest pod nadzorem Inspektora Oświaty w Katowicach. Murcki, w której znajduje się szkoła, w 1975 roku zostały przyłączone do Katowic. Numer „48” szkoła otrzymała w tym samym roku, a Juliusza Ligonia jako patrona w 1978 roku. W 1999 roku po reformie oświaty placówka stała się sześcioletnią szkołą podstawową.   

## Charakterystyka
Szkoła ma własny sztandar i hymn. Dyrektorem szkoły według stanu ze stycznia 2025 roku jest mgr Dorota Matlak, a wicedyrektorem mgr Jolanta Kurzeja-Jopek. Podzielona jest na dwa budynki, w tym wybudowanym w 1903 roku nauczani są uczniowie klas I, natomiast w młodszym budynku reszta klas. 
W szkole naucza się dwóch języków obcych niemieckiego i angielskiego. 
Szkoła obchodziła „Międzynarodowy Dzień Praw Dziecka z UNICEF. Szkoła współpracuje m.in. z Teatrem Śląskim w Katowicach czy ze Związkiem Harcerstwa Rzeczypospolitej.
W szkole prowadzone są grupy muzyczne, które współpracują z rzymskokatolicką parafią Najświętszego Serca Pana Jezuska w Katowicach-Murckach.